# 正吉河童

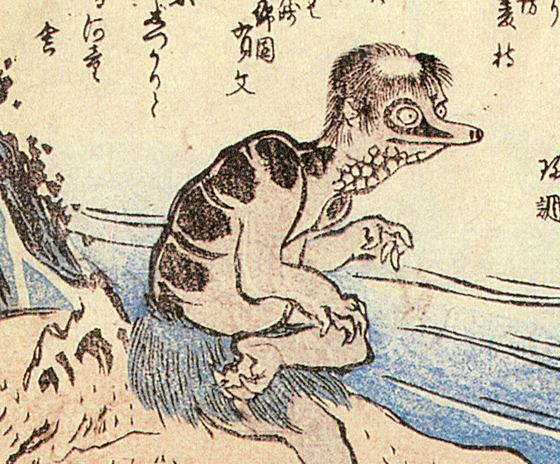
竜斎閑人正澄画『狂歌百物語』より「河童」

正吉河童（しょうきちかっぱ）とは、豊後国（現在の大分県）に伝わる河童の伝承。寛永時代の古書『川太郎伝』や、大分県日田郡（現・大分県日田市）の地誌『日田郡誌』に記述がある。「正吉河童」の名称は妖怪漫画家・水木しげるの著書によるもの。

## 概要
その昔、日田郡竹田村に正吉という12歳の少年がいた。父親は相撲の力士で、正吉も子どもながらに力持ちであった。
ある夏の日。正吉が川で水浴びをしていると、何者かにいたずらをされた。正吉は川にもぐり、正体のわからない相手を懲らしめて帰った。
その夜のこと。正吉は家で寝ていたが、なぜか水浴びがしたくなり、川までやって来た。すると川の中から数人の子供が現れ、相撲をとろうと言い出した。正吉はこれを河童と気付き、すぐに相撲を取り、2人の子供を倒した。すると今度は十数匹もの河童が現れ、正吉は無数の河童を相手に、夢中で相撲を続けた。
一方で自宅では、正吉の父が息子の姿が無いのに気付き、川へやって来た。すると正吉が、何やら1人で暴れ回っているので、父は無理やり連れ帰った。
その後も正吉は正気を失った様子で、目に見えない何者かと相撲をとっているかのようなので、父は河童に憑かれたと考えた。ある者が河童の祟りに効くものとして、郷義弘の銘入りの脇差しを正吉のそばに置いたところ、正吉は布団をかぶって震え始めた。だが脇差しをどけると、正吉はまた暴れ出す始末だった。その後、修験者の祈祷により、ようやく河童の祟りは去ったという。